# 河内忠吾
河内 忠吾（かわうち ちゅうご、1930年12月24日 - 1991年1月29日）は、栃木県小山市出身のプロ野球選手（投手→三塁手）、野球監督。

## 略歴
栃木県立小山高等学校から、1950年日本大学に進学。東都大学リーグでは在学中3度優勝。1953年秋の対駒大4回戦で東都大学野球連盟初の完全試合を達成。この完全試合は、1部リーグで記録されており、東都大学野球連盟1部での完全試合達成は、河内の2年後、1955年春季に、河内の後輩である日大の島津四郎が対駒大4回戦で記録したのみである。この1953年秋季リーグには首位打者も獲得している。卒業後は、社会人野球の熊谷組に所属。1954年の都市対抗に日本麦酒の補強選手として出場。翌1955年の都市対抗には熊谷組のエースとして連続出場、1勝を挙げている。
1956年に大阪タイガースに入団。当初は投手だったが、大学・社会人時代の肩の酷使の影響と打撃への高評価から入団後間もなく三塁手に転向。同年は1試合の出場に終わる。翌1957年もわずか2試合の出場に終わり、同年末現役を引退した。
引退後、荏原高等学校の野球部監督に就任。1965年の第37回選抜高等学校野球大会に初出場する。試合では、2回戦（1試合目）でPL学園に敗れた。同年秋に母校日本大学野球部監督に就任する。
日大監督就任翌年の1966年春季に、東都大学1部リーグ優勝を果たす。同年の第15回全日本大学野球選手権大会にも出場し、優勝を果たしている。しかし、翌1967年秋季は、最下位に沈み、日大史上初の2部リーグ降格を経験する。1968年秋季に、2部リーグで優勝し1部リーグに復帰。1969年春季・秋季には連続して1部リーグ優勝している。1971年秋季も優勝し、第2回明治神宮野球大会に初出場し初優勝している。1973年春季より低迷し、1974年秋季までの4シーズンで3回の最下位を経験し、このシーズンで2部リーグに降格した。1975年春季に2部リーグ優勝し、1部リーグ復帰を果たすものの、その後も1部リーグでは低迷し、1977年春季に最下位となり2部降格。このシーズンを持って、日大野球部監督を辞した。日大監督期間には、東都大学野球連盟1部リーグで4度の優勝、全日本大学野球選手権大会でも優勝1回、明治神宮野球大会でも優勝1回を記録している。その一方で、6回の最下位と3度の2部リーグ転落を経験した。
日大監督時代の教え子として、佐藤道郎、鈴木博識（のち日大監督、小山高出身）、佐藤義則、木村広らがいる。

## プレースタイル・人物
投手としては、シュートとドロップを武器とする技巧派投手であった。打者としては、巧打者として評価されていた。

## 詳細情報

### 年度別打撃成績
| 年 度     | 球 団     | 試 合 | 打 席 | 打 数 | 得 点 | 安 打 | 二 塁 打 | 三 塁 打 | 本 塁 打 | 塁 打 | 打 点 | 盗 塁 | 盗 塁 死 | 犠 打 | 犠 飛 | 四 球 | 敬 遠 | 死 球 | 三 振 | 併 殺 打 | 打 率 | 出 塁 率 | 長 打 率 | O P S |
| --------- | --------- | ----- | ----- | ----- | ----- | ----- | -------- | -------- | -------- | ----- | ----- | ----- | -------- | ----- | ----- | ----- | ----- | ----- | ----- | -------- | ----- | -------- | -------- | ----- |
| 1956      | 大阪      | 1     | 1     | 1     | 0     | 0     | 0        | 0        | 0        | 0     | 0     | 0     | --       | 0     | 0     | 0     | --    | 0     | 0     | --       | .000  | .000     | .000     | .000  |
| 1957      | 大阪      | 2     | 2     | 2     | 0     | 0     | 0        | 0        | 0        | 0     | 0     | 0     | --       | 0     | 0     | 0     | --    | 0     | 2     | --       | .000  | .000     | .000     | .000  |
| 通算：2年 | 通算：2年 | 3     | 3     | 3     | 0     | 0     | 0        | 0        | 0        | 0     | 0     | 0     | --       | 0     | 0     | 0     | --    | 0     | 2     | --       | .000  | .000     | .000     | .000  |

### 背番号
- 3 （1956年 - 1957年）